# Шокша (Теньгушевський район)
Шокша́ (рос. Шокша, ерз. Шокш) — село у складі Теньгушевського району Мордовії, Росія. Адміністративний центр Шокшинського сільського поселення.
Населення — 540 осіб (2010; 615 у 2002).
Національний склад (станом на 2002 рік):
- мордва — 97 %

Стара назва — Велика Шокша.